# Patrick Breen
Joseph Patrick Breen (Brooklyn, 26 de outubro de 1960) é um ator, roteirista e diretor americano. Ele é mais conhecido por interpretar George Weiss em Kevin Hill, Andrew Munsey em Madam Secretary, Larry Your-Waiter em A Series of Unfortunate Events.

## Filmografia

### Cinema
| Ano  | Título                                   | Papel            | Notas          |
| ---- | ---------------------------------------- | ---------------- | -------------- |
| 1989 | Nobody's Perfect                         | Andy             |                |
| 1992 | Passed Away                              | Padre Hallahan   |                |
| 1993 | For Love or Money                        | Gary Taubin      |                |
| 1995 | Sweet Nothing                            | Greg             |                |
| 1995 | Get Shorty                               | Médico residente |                |
| 1997 | Beverly Hills Ninja                      | Gerente de mesa  |                |
| 1997 | Colin Fitz Lives!                        | Fã Gnu           |                |
| 1997 | Men in Black                             | Sr. Redgick      |                |
| 1998 | One True Thing                           | G.A. Tweedy      |                |
| 1998 | Just the Ticket                          | San Diego Vinnie |                |
| 1999 | Advice from a Caterpillar                | Caçador #1       |                |
| 1999 | Galaxy Quest                             | Quellek          |                |
| 2000 | Thomas and the Magic Railroad            | Dodge / Splatter |                |
| 2002 | Stark Raving Mad                         | Jeffrey Jay      |                |
| 2002 | Just a Kiss                              | Peter            |                |
| 2003 | Radio                                    | Tucker           |                |
| 2004 | Christmas with the Kranks                | Aubie            |                |
| 2007 | The Neighbor                             | Clint            |                |
| 2008 | Space Chimps                             | Dr. Bob          |                |
| 2009 | Cirque du Freak: The Vampire's Assistant | Sr. Kersey       |                |
| 2010 | Space Chimps 2: Zartog Strikes Back      | Dr. Bob          |                |
| 2010 | Rio Sex Comedy                           | Frank            |                |
| 2011 | The Bleeding House                       | Nick             |                |
| 2014 | Draft Day                                | Bill Zotti       |                |
| 2014 | Storage                                  | Padre            | Curta-metragem |
| 2014 | A Most Violent Year                      | Instrutor        |                |
| 2017 | After Louie                              | Jeffrey          |                |
| 2018 | Viper Club                               | Agente Walsh     |                |
| 2019 | The Assistant                            | Roy              |                |
| 2020 | Milkwater                                | Roger            |                |
| 2021 | The Spine of Night                       | Doa              |                |
| 2023 | Trundle and the Lost Borscht of Atlantis | Sr. Murray       | Curta-metragem |
| 2023 | Mindless Kombat                          | Patrick          | Curta-metragem |
| 2024 | Godless                                  | Nico             |                |
| 2025 | Magic Hour                               | Michael          |                |

### Televisão
| Ano       | Título                                     | Papel                        | Notas                                                         |
| --------- | ------------------------------------------ | ---------------------------- | ------------------------------------------------------------- |
| 1986      | Spenser: For Hire                          | Bobby Olak                   | Episódio: "And Give Up Show Biz?"                             |
| 1987      | My Sister Sam                              | Scotty                       | Episódio: "Club Dread"                                        |
| 1987      | The Cavanaughs                             | Tommy                        | Episódio: "The Arrangement"                                   |
| 1987      | Gimme a Break!                             | Keith Dudley                 | 2 episódios                                                   |
| 1987      | 21 Jump Street                             | Johnny Hartman               | Episódio: "Low and Away"                                      |
| 1988      | Just in Time                               | Nick Thompson                | 6 episódios                                                   |
| 1988      | Annie McGuire                              | George                       | Episódio: "The Legend of the Bad Fish"                        |
| 1989      | Day One                                    | Richard Feynman              | Telefilme                                                     |
| 1990      | Monsters                                   | Danny                        | Episódio: "Museum Hearts"                                     |
| 1990      | Kojak: None So Blind                       | Repórter #1                  | Telefilme                                                     |
| 1992      | Fool's Fire                                | Ministro Vsquez              | Telefilme                                                     |
| 1993      | Melrose Place                              | Cameron                      | 3 episódios                                                   |
| 1993      | Big Wave Dave's                            | Richie Lamonica              | 6 episódios                                                   |
| 1993      | Fallen Angels                              | Doc                          | Episódio: "The Quiet Room"                                    |
| 1994–1998 | Magic Adventures of Mumfie                 | Narrador                     | 80 episódios                                                  |
| 1995–1996 | Simon                                      | Mitch Lowen                  | 11 episódios                                                  |
| 1996-2004 | Law & Order                                | Andrew Gellis / Kevin Hobart | 3 episódios                                                   |
| 1996–1997 | One Life to Live                           | Winslow Freeman              | 2 episódios                                                   |
| 1998      | Jenny                                      | Richard Marino               | Episódio: "A Girl's Gotta Merger"                             |
| 1998      | Party of Five                              | Kevin Quoss                  | 2 episódios                                                   |
| 1999      | Oz                                         | Robbie Gerth                 | 2 episódios                                                   |
| 1999      | Sex and the City                           | Dr. Bradley Meego            | Episódio: "Twenty-Something Girls vs. Thirty-Something Women" |
| 2001      | Jack & Jill                                | Ken                          | 2 episódios                                                   |
| 2001      | Ally McBeal                                | Kevin Stoller                | Episódio: "In Search of Barry White"                          |
| 2001      | Frasier                                    | Phillip                      | Episódio: "A Day in May"                                      |
| 2001      | Judging Amy                                | Levy                         | Episódio: "The Last Word"                                     |
| 2001      | The Tick                                   | Fogo Amigo                   | Episódio: "Couples"                                           |
| 2001      | Will & Grace                               | Mitchell                     | Episódio: "Stakin' Care of Business"                          |
| 2001      | Kristin                                    | Nicholas Dupres              | Episódio: "The Rift"                                          |
| 2002      | Angel                                      | Nev                          | Episódio: "Birthday"                                          |
| 2002      | The West Wing                              | Kevin Kahn                   | Episódio: "The Black Vera Wang"                               |
| 2002      | Do Over                                    | Sr. Jenkins                  | Episódio: "Investing in the Future"                           |
| 2003-2004 | Joan of Arcadia                            | Sammy                        | 3 episódios                                                   |
| 2003-2004 | Rock Me Baby                               | Richard Crandall             | 5 episódios                                                   |
| 2004      | Monk                                       | Jeffrey Sweeney              | Episódio: "Mr. Monk Gets Married"                             |
| 2004–2005 | Kevin Hill                                 | George Weiss                 | 22 episódios                                                  |
| 2006      | CSI: Crime Scene Investigation             | Sr. Phillipe                 | Episódio: "Way to Go"                                         |
| 2006-2007 | Boston Legal                               | Otto Beedle                  | 3 episódios                                                   |
| 2007      | The New Adventures of Old Christine        | Edmund                       | Episódio: "Strange Bedfellows"                                |
| 2007      | Notes from the Underbelly                  | Marido Pálido                | Episódio: Pilot                                               |
| 2007      | Pushing Daisies                            | Leo Gaswint                  | Episódio: "Pie-lette"                                         |
| 2008      | Eli Stone                                  | Paul Sweren                  | 3 episódios                                                   |
| 2008      | ER                                         | Felix                        | Episódio: "Another Thursday at County"                        |
| 2009      | Ghost Whisperer                            | Duff Faraday                 | Episódio: "Stage Fright"                                      |
| 2009      | Three Rivers                               | Dr. Joseph Breen             | Episódio: "Good Intentions"                                   |
| 2009      | Captain Cook's Extraordinary Atlas         | Phinneas Malloy              | Telefilme                                                     |
| 2010      | Nurse Jackie                               | Martin Vobernick             | Episódio: "Apple Bong"                                        |
| 2010-2016 | The Good Wife                              | Terrence Hicks               | 3 episódios                                                   |
| 2011–2015 | Whole Day Down                             | Patrick                      | 11 episódios                                                  |
| 2012      | CSI: Miami                                 | Henry Duncan                 | Episódio: "No Good Deed"                                      |
| 2013      | Criminal Minds                             | Peter Harper                 | Episódio: "The Gathering"                                     |
| 2013      | Major Crimes                               | Dr. Jason Field / Jim Gilmer | Episódio: "D.O.A."                                            |
| 2014      | Blue Bloods                                | Joseph Scott                 | Episódio: "Open Secrets"                                      |
| 2014      | Those Who Kill                             | Burkhart                     | Episódio: "Insomnia"                                          |
| 2014      | Royal Pains                                | Bob                          | 6 episódios                                                   |
| 2014      | The Mysteries of Laura                     | Erik Walden                  | Episódio: Pilot                                               |
| 2014–2015 | Madam Secretary                            | Andrew Munsey                | 10 episódios                                                  |
| 2015      | The Slap                                   | Malcolm                      | Episódio: "Connie"                                            |
| 2015      | Elementary                                 | Vance Ford                   | Episódio: "T-Bone and the Iceman"                             |
| 2015      | Show Me a Hero                             | Paul W. Pickelle             | 2 episódios                                                   |
| 2016      | Law & Order: Special Victims Unit          | Doug Nelson                  | Episódio: "Forty-One Witnesses"                               |
| 2016      | BrainDead                                  | Cole Stockwell               | 3 episódios                                                   |
| 2017      | Conviction                                 | Clark Sims                   | Episódio: "Black Orchid"                                      |
| 2017–2019 | A Series of Unfortunate Events             | Larry Your-Waiter            | 10 episódios                                                  |
| 2017      | The Blacklist: Redemption                  | James Burton                 | Episódio: "Hostages"                                          |
| 2019      | Buried in the Backyard                     | Sr. Clark                    | Episódio: "Gone Girls"                                        |
| 2021      | The Blacklist                              | Russell Friedenberg          | 2 episódios                                                   |
| 2021      | The Bite                                   | Kermit Rimland               | 2 episódios                                                   |
| 2021-2022 | Bull                                       | Procurador assistente Reilly | 2 episódios                                                   |
| 2023      | The Marvelous Mrs. Maisel                  | Henry                        | Episódio: "The Princess and the Plea"                         |
| 2023      | American Horror Stories                    | Leiloeiro                    | Episódio: "Organ"                                             |
| 2023      | Julia                                      | Henry Haller                 | Episódio: "Shrimp and Grits"                                  |
| 2024      | Feud: Capote vs. The Swans                 | Jacob Horn                   | Episódio: "Masquerade 1966"                                   |
| 2024      | Evil                                       | Padre Dement                 | 2 episódios                                                   |
| 2024      | Monsters: The Lyle and Erik Menendez Story | Suplente do Júri             | Episódio: "Hang Men"                                          |
| 2024      | Elsbeth                                    | Claude Tobia                 | Episódio: "Diamonds Are for Elsbeth"                          |

### Teatro
| Ano  | Título                       | Papel                          | Notas        |
| ---- | ---------------------------- | ------------------------------ | ------------ |
| 1983 | Brighton Beach Memoirs       | Stanley Jerome                 | Broadway     |
| 1985 | Life and Limb                | Tod Cartmell                   | Off-Broadway |
| 1985 | Big River                    | Ben Rogers / Hank / Jovem tolo | Broadway     |
| 1989 | Baba Goya                    | Bruno                          | Off-Broadway |
| 1991 | The Substance of Fire        | Martin Geldhart                | Off-Broadway |
| 1995 | Night and Her Stars          | Herb Stempel                   | Off-Broadway |
| 1999 | Fuddy Meers                  | Homem de limusine              | Off-Broadway |
| 2005 | Celebration and The Room     | Lambert                        | Off-Broadway |
| 2009 | Next Fall                    | Adam                           | Off-Broadway |
| 2010 | Next Fall                    | Adam                           | Broadway     |
| 2011 | The Normal Heart             | Mickey Marcus                  | Broadway     |
| 2011 | Wild Animals You Should Know | Walter                         | Off-Broadway |
| 2015 | Dada Woof Papa Hot           | Rob                            | Off-Broadway |
| 2019 | The New Englanders           | Samuel                         | Off-Broadway |
| 2020 | The Perplexed                | James Arlen                    | Off-Broadway |